# Wolmar Anton von Schlippenbach
Wolmar Anton von Schlippenbach, född 23 februari 1653 i Livland, död 27 mars 1721 i Moskva, var en svensk friherre och militär. Han var far till Christer Reinhold von Schlippenbach.

## Biografi
Wolmar Anton von Schlippenbach deltog som kapten i Skånska kriget 1676–1679 och tjänade senare som major i Pommern. Han blev senare lantråd i Livland och år 1688 blev han överstelöjtnant för ett regemente i Riga. År 1693 transporterades han till ett regemente i Stockholm, där han erhöll såväl änkedrottningen Hedvig Eleonoras som Karl XII:s bevågenhet och uppsatte i april 1700, delvis på egen bekostnad, ett efter honom benämnt dragonregemente, för vilket han blev överste.
Redan före slaget vid Narva vann han med en liten dragonstyrka en framgång, i det att han vid Peipussundet tog en rysk sjötransport. Efter slaget utmärkte han sig vid Marienburg och vid expeditionen mot Petsjory. Vid sin avmarsch mot Riga 1701 överlämnade Karl XII befälet i Livland åt Schlippenbach, som för provinsens försvar skulle förfoga över omkring 6 000 man reguljära trupper, vartill kom sjöstyrkan på Peipus. Försvaret av Livland sköttes av Schlippenbach på ett framstående sätt, och hans trupper visade stor tapperhet. Den 5 september 1701 besegrade han den ryske generalen Boris Sjeremetev i slaget vid Rauge och räddade för en tid Livland från rysk invasion. Han blev efter slaget utnämnd till generalmajor. Men mot rysk övermakt förlorade han slagen vid Errastfer den 30 december 1701 och vid Hummelshof den 19 juli 1702. Året därpå måste en del trupper avdelas till den svenska arméavdelningen i Kurland, och trots att Karl XII hade blick för vikten av Schlippenbachs förstärkande och sökte vidta åtgärder för detta, kröntes på grund av vidriga omständigheter dessa försök icke med framgång, och Schlippenbach kunde inte för sin del förhindra att fienden intog Narva och Dorpat.
År 1704 blev Schlippenbach vice guvernör i Reval och därigenom den egentlige styresmannen i Estland. Under Karl XII:s fälttåg mot Ryssland 1708 följde Schlippenbachs dragonregemente med Lewenhaupts armé, men för sin person var Schlippenbach redan förut vid den kungliga huvudhären och användes vid denna vid flera viktiga tillfällen som detachementsbefälhavare. I slaget vid Poltava 1709 förde han befäl över sitt dragonregemente och blev tillfångatagen, enligt rysk uppgift vid anfall mot den högra ryska flygeln. Under fångenskapen synes han ha uppträtt på ett ur svensk synpunkt inte alltid tilltalande sätt, och 1715 blev han förrädare, i det att han då antog rysk tjänst. Han blev barmhärtigt och väl behandlad av tsar Peter. Han utnämndes till generallöjtnant, fick barontitel och erhöll förläningar i Kurland. År 1718 var han ledare av en kommissionsdomstol som rannsakade och dömde den sibiriske guvernören Matvej Gagarin och andra anklagade. Från ryskt håll har uppgetts, då tsar Peter ville samla material till Stora nordiska krigets historia, att han särskilt av Schlippenbach fick upplysningar i synnerhet om krigets första skede.